# برگ‌پولک
برگ‌پولک(نام علمی: Phyllolepis) نام یک سرده از راسته بندی‌گردنان است.